# VitalyzdTv
VitalyzdTv pe numele adevărat Vitali Zdorovețki (n. 8 martie, 1992 Murmansk, Rusia) este un comediant american de origine rusă. El încarcă pe contul lui de YouTube videoclipuri pe care acesta le filmează în public. Conform canalului lui de YouTube pe data de 14 ianuarie 2015 videoclipurile sale au adunat peste 892.5 milioane vizionări și canalul său are 7.815.882  de abonați, ocupând locul 38 in clasamentul mondial al youtuberilor.
Pe data de 16 iulie 2012, Vitaly și cameramanul său Jonathan Vanegas au fost arestați în Boca Raton, Florida în timpul filmărilor pentru „Russian Hitman Prank”. Conform scenariului, Zdorovetskiy s-a apropiat de un bărbat în Boca Raton și l-a informat că are la dispoziție 60 de secunde să se îndepărteze de servieta ce acesta a lăsat-o jos. După ce Zdorovetskiy i-a spus omului că a fost o glumă și că a fost filmat cu o cameră ascunsă, omul a început sa îi agreseze fizic pe cei doi și a chemat poliția. La scurt timp au ajuns ofițerii și i-au arestat pe cei doi sub acuzația de amenințare de detonare a unei bombe.
Imediat după ce a împlinit 18 ani, Zdorovetskiy a luat parte într-un videoclip pentru adulți pentru compania de filme pentru adulți Bang Bros în 2011. Videoclipul făcea parte din seria Bang Bus, în care el și un prieten au performat alături de actrița de filme pentru adulți Diamond Kitty. Când a fost intervievat de University Press de la Florida Atlantic University, Zdorovetskiy a comentat apariția sa în acel videoclip în felul următor: „Aveam nevoie de bani. Trăiești o singura dată, eu încerc să fac tot ce este posibil.”. El de asemenea a avut parte de o apariție în videoclipul muzical pentru melodia HYFR a rapperului Drake.

## Farse
- Disturbing the Peace (Parts 1-11)
- Russian Hitman
- Sniffing in Public Prank
- DUI Tickets Prank
- Pooter Prank (with Jack Vale)
- Gay Fight Prank
- Miami Zombie Attack Prank
- Epic Poop Prank
- Omegle Sexy Girl Prank
- Adult Baby Prank
- Speaking Russian with Strangers
- Taking Pictures of Strangers
- Bug Exterminator Prank
- Don't Look at My Girlfriend Prank
- Joining People's Conversations Prank
- Dead Body Drop Off Prank
- You Have Something on You Prank
- Unexpected Interviews with Strangers
- Shocked by Jumper Cables Prank
- Omegle Sexy Boobs Prank
- Gorilla Scare Prank
- End of the World Prank
- The Grinch Who Stole Christmas Prank
- Do You Even Lift
- Kisses Prank
- Cock Prank
- Pull Up Your Pants Prank
- Crashing Live News Prank
- Put Your Number In My Phone Prank
- Stealing Skateboards Prank
- Embarrassing Pick Up Lines (collaboration with "Simple PickUp")
- Shady Sluts Prank
- Selling Cocaine In The Hood Prank
- April Fools Prank On Mom Gone Wrong
- How To Pick Up Black Girls
- How Much? Prank
- Do You Even Lift? - Gym Edition
- How To Pick Up Grandmas
- How To Get Girls To Kiss You
- Naked Prank with vitaly
- How To Pick Up Guys In The Hood